# The Night You Murdered Love
The Night You Murdered Love is de tweede single van het album Alphabet City van de Britse band ABC uit 1987. Op 24 augustus van dat jaar werd het nummer op single uitgebracht.

## Achtergrond
De plaat werd een hit in vrijwel geheel Europa. In Frankrijk werd zelfs de nummer 1-positie behaald. In thuisland het Verenigd Koninkrijk kwam de plaat niet verder dan de 31e positie van de UK Singles Chart. In Ierland werd de 14e positie bereikt, in Duitsland en Nieuw-Zeeland de 20e. In de Verenigde Staten werd de 3e positie in de dance chart van de Billboard Hot 100 behaald.
In Nederland was de plaat op donderdag 1 oktober 1987 TROS Paradeplaat op de befaamde TROS donderdag op Radio 3 en werd een radiohit in de destijds twee landelijke hitlijsten op de nationale publieke popzender. De plaat  bereikte de 9e positie van de Nationale Hitparade Top 100. In de Nederlandse Top 40 kwam de plaat op vrijdag 16 oktober 1987 (dag laatste uitzending Curry en Van Inkel op Radio 3) binnen in de hitlijst, bereikte de 10e positie en stond 7 weken genoteerd. In de Europese hitlijst, de TROS Europarade, werd géén notering behaald, aangezien deze op 25 juni 1987 voor de laatste keer op Radio 3 werd uitgezonden.
In België bereikte de plaat de 17e positie in de voorloper van de Vlaamse Ultratop 50 en de 18e positie in de Vlaamse Radio 2 Top 30. In Wallonië werd géén notering behaald.

## Nummers
1. The Night You Murdered Love
2. Minneapolis

## Hitlijsten
| Hitijsten (1987)                                | Hoogste positie |
| ----------------------------------------------- | --------------- |
| Nederlandse Top 40, Nationale Hitparade Top 100 | 9               |
| Verenigd Koninkrijk                             | 31              |
| VS Billboard Hot Dance Club Play                | 3               |